# Кумб-Пул
Кумб-Пул (англ. Coombe Pool, Combe Pool) — пруд в нижнем течении ручья Смайт-Брук около восточной окраины города Ковентри, располагается на территории боро Рагби графства Уорикшир в центральной части Англии. Относится к бассейну реки Сау, правобережного притока Эйвона.
Пруд построен ландшафтным архитектором Ланселотом Брауном в середине 70-х годов XVIII века в рамках модернизации ландшафта вокруг загородной усадьбы 6-го барона Крейвена, бывшего цистерцианского аббатства Кумб.
Пруд образуется плотиной в неглубокой долине ручья Смайт-Брук около его слияния с рекой Сау. Имеет L-образную форму ориентированную в субширотном направлении, длиной около 2,4 км и площадью 30,57 га. Уровень воды находится на высоте 73 м над уровнем моря. Средняя глубина — 1,05 м. Площадь водосборного бассейна — 4402,5 га.